# Nils Psilanderskjöld
Nils Psilanderskjöld (före adlandet Psilander), född 9 november 1707 i Karlskrona, död 9 mars 1783 där, var en svensk friherre och sjöofficer.
Nils Psilanderskjöld var son till överkommissarien vid amiralitetet Per Psilander. Han kom i svensk örlogstjänst 1719 och var 1723–1728 anställd i brittiska marinen, och deltog då bland annat i kriget mot Spanien. 1728–1741 tjänstgjorde han i nederländska handelsflottan och återkom 1741 till Sverige, där han från 1737 var kaptenlöjtnant. Efter att ha deltagit i Hattarnas ryska krig blev Psilander varvskapten i Karlskrona 1745, varvsmajor i Stockholm 1751 och i Karlskrona 1753 samt ekipagemästare i Karlskrona 1754. Han adlades 1751 under namnet Psilanderskjöld. Under pommerska kriget var Psilanderskjöld eskaderchef samt blev 1762 viceamiral och 1765 amiral och amiralitetsråd. 1763–1771 tjänstgjorde han som varvsamiral i Karlskrona, och har ansetts som den dugligaste varvschefen där under frihetstiden. 1777 avgick han under örlogstjänsten. Psilanderskjöld blev 1771 upphöjd till friherrligt stånd.